# 135 필름

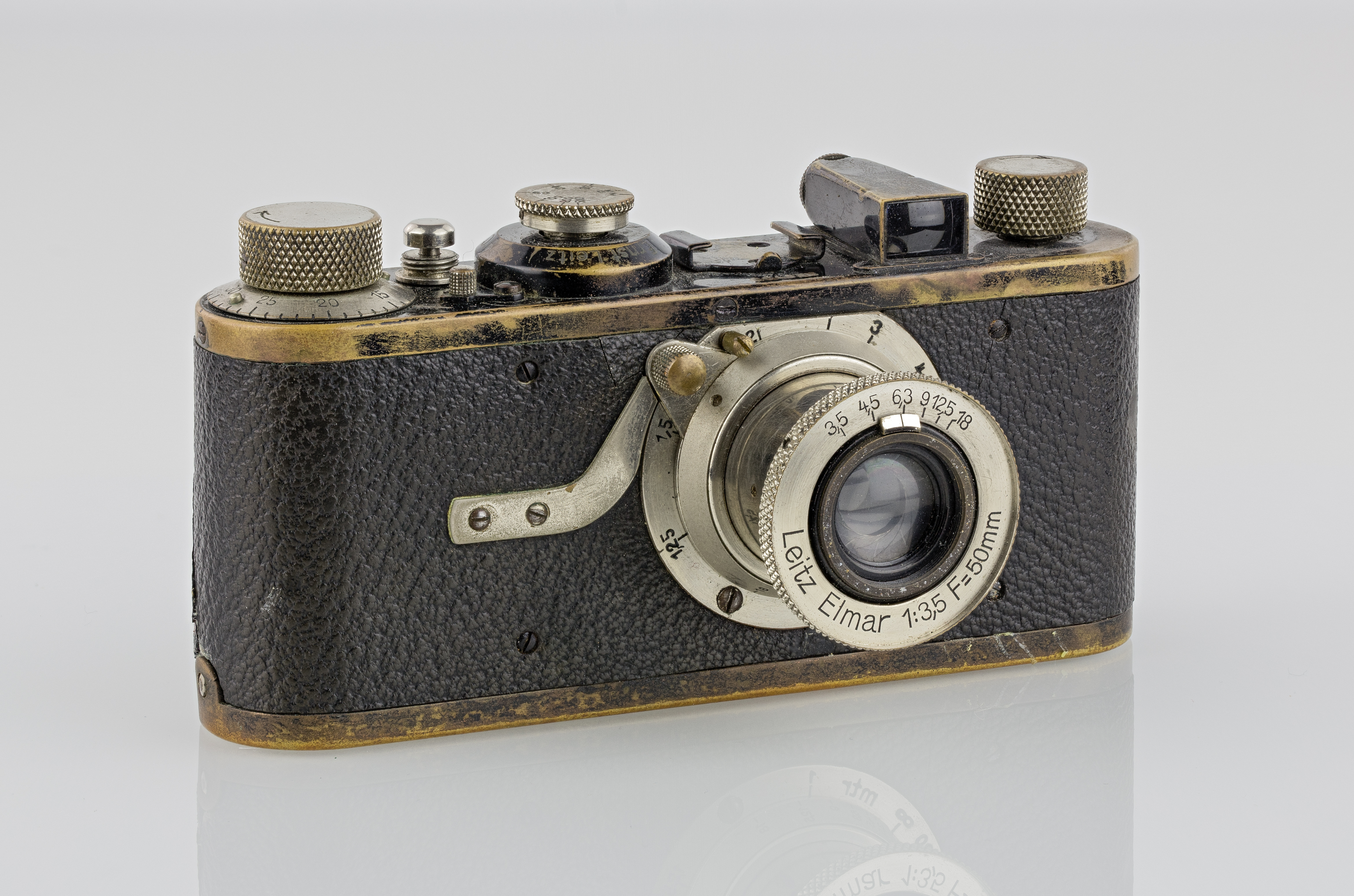
135 필름 카메라

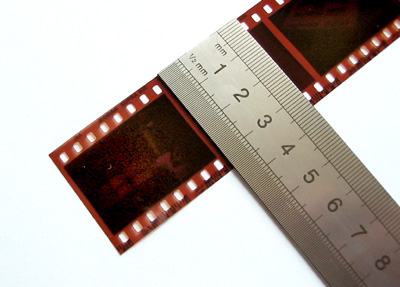
135 필름. 이 필름은 폭이 35mm이며, 각 이미지는 36×24mm이다.

135 필름은 1934년 코닥이 도입한 필름이다. 보통 35mm을 135 필름이라 부른다. 인기가 있어 1960년대 후반 120 필름을 추월하여 가장 인기있는 필름 사이즈가 되었다. 828, 126, 110, APS 필름과 경쟁하였으나, 오늘날까지 사용되는 필름 형식이다.